# Yecla de Yeltes
Yecla de Yeltes – gmina w Hiszpanii, w prowincji Salamanka, w Kastylii i León, o powierzchni 57,19 km². W 2011 roku gmina liczyła 285 mieszkańców.